# Installer.app
Installer是一个免费的iPhone软件安装器，由RiPDev（Russia iPhone Development）开发团队开发。它在2007年的夏季发布，直到2009年的夏季停止维护。它能允许用户安装第三方软件到系统软件目录。用户能够从许多开发者提供的软件源通过Wi-Fi或蜂窝数据网直接安装到iPhone中去，并且完全不需要电脑。它可以通过“越狱”来安装到iPhone上。用户可以浏览一系列内置在Installer中的软件并且找到想要安装的软件。2009年6月，RipDev最终赞成开发一个不同的安装包管理器（安装器）名叫“Icy”。

## iOS 1
在iOS 1中，用户可以通过越狱工具iBrickr （页面存档备份，存于）、AppTapp Installer （页面存档备份，存于）、iLiberty或iLiberty+或iLibertyX、JailbreakMe（AppSnapp） （页面存档备份，存于）和ZiPhone （页面存档备份，存于）来越狱并安装Installer。在这时，Installer有3个版本，分别为Installer 1、2和3。当时，Installer是唯一在iPhone上安装软件的途径。
详细越狱工具表格：（页面存档备份，存于）

## iOS 2
在iOS 2中，情况转变了。所有在iOS 1中的软件（甚至包括Installer自己）在iOS 2中都无法运行。因此，大多数用户开始使用Cydia。这时，RiPDev才开始重新开发能在iOS 2中运行的Installer 4。当Installer 4开发完成时，它被作为预装程序加入QuickPwn（一个越狱工具）。但是，因为大多数用户已经选择了Cydia，Installer 4并没有像Installer 3一样地热门。

## iOS 4和5
尽管最大的一些软件源只兼容Cydia（并且不会再与Installer兼容），在2011年5月，一伙叫Infini-Dev的开发者仍然重新编程了Installer 4，使它能在iOS 4（以及更高）上运行。同时，RiPDev也把它的老软件源重新开放，并且也有像Greek-iPhone等组织重新提供兼容Installer的软件源。

### Installer 5
Slava Karpenko开启了一个开发Installer 5的项目。

## 扩展阅读
The iPhone Wiki（页面存档备份，存于）